# 고초촌 (구마모토현)
고초촌(일본어: 五町村)은 일본 구마모토현 호타쿠군에 설치되었던 촌이다. 현재의 구마모토시 기타구에 해당한다.

## 역사
- 1889년 4월 1일 - 정촌제 시행에 의해 호타쿠군 고초촌이 성립하였다.
- 1898년 8월 26일 - 스즈리카와촌, 호타쿠촌과 신설합병해 니시자토촌이 성립하였다.

## 참고 문헌
- 角川日本地名大辞典編纂委員会, 『角川日本地名大辞典 43 熊本県』1987, 角川書店